# تحذير لوني

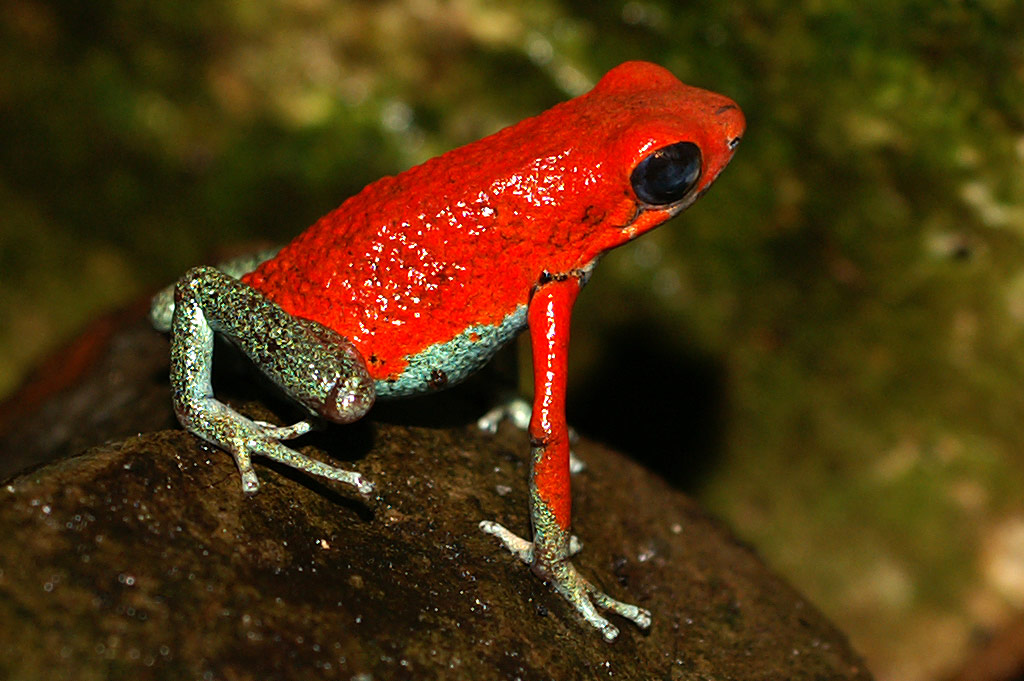
الألوان البراقة لهذا الضفدع السام تبعث إشارة تحذير للمفترسات وتنذر بسمِّيته.

التحذير اللوني أو مظهر تحذيريأو التلون التحذيري أو الإشارة المنفرة[بحاجة لمصدر] (بالإنجليزية: Aposematism)‏ هو مصطلح يشير إلى مظهر الحيوان الذي يحذر المتفرسات من أنه سام، كريه، أو خطير. ترتبط إشارة التحذير هذه بجعل الفريسة غير ذات نفع للمفترسات المحتملة. قد يتكون عدم النفع ذلك من أي دفاعات تجعل الفريسة صعبة الاكل، كأن تكون سامة، كريهة الطعم أو الرائحة، ذات أشواك حادة، أو عدائية بطبعها. تتضمن الإشارة المنفرة إعلانا عن إشارة قد تكون تلوينا ظاهرا للحيوان، أو أصوات، روائح، أو أي خصائص أخرى يمكن إدراكها. تفيد الإشارات المنفرة كلا الفريسة والمفترس، إذ إن كلاهما سيتجنب ضررا محتملا.
تمت صياغة هذا المصطلح من قِبل إدوارد باغنال بولتون للتعبير عن مفهوم ألفريد راسل والاس عن التلوين التحذيري. يُستغل التحذير اللوني في المحاكاة المولرية، حيث تتطور الأنواع ذات الدفاعات القوية لتتماثل مع بعضها البعض. فبمحاكاة الأنواع المتماثلة لونا، يُجرى تشارك الإشارة التحذيرية للمفترسات، وهو ما يدركونه بسرعة ويقلل الخطر على كل نوع.
ليس التحذير اللوني الذي يملكه أحد الأنواع، في شكل دفاع كيميائي أو جسدي، الطريقة الوحيدة لردع المفترسات. ففي المحاكاة الباتيزية، يقوم النوع المحاكي بتقليد نموذج تحذير لوني بشكل يكفي لتشارك الحماية، بينما تملك العديد من الأنواع عروضا خداعي تفزع المفترس لفترة تكفي الفريسة غير المحصنة لتهرب.

## أصل المصطلح
صاغ عالم الحيوان الإنجليزي إدوارد بولتون مصطلح التحذير اللوني في عام 1890 في كتابه «ألوان الحيوانات». وقد استند المصطلح على كلمات اليونانية القديمة (ἀπό) التي تعني بعيدا، و(ση̑μα sēma) التي تعني إشارة، وتعني إشارة تحذر الحيوانات الأخرى لتبتعد.

## آلية دفاع
تكمن وظيفة التحذير اللوني في منع حدوث الهجوم عن طريق تحذير المفترسين المحتملين من أن الفريسة تملك دفاعات كأن تكون كريهة أو سامة. يعتبر التحذير سهل الملاحظة آلية دفاعية رئيسية، أما الدفاعات غير المرئية فتعتبر ثانوية. تكون الإشارات التحذيرية في الأساس مرئية، وذلك باستخدام الألوان البراقة والأنماط عالية التباين كالخطوط. تعتبر الإشارات التحذيرية أدلة صادقة على أن الفريسة مؤذية، وذلك لأن العلامات الواضحة تتطور جنبا إلى جنب مع تلك المؤذية. ومن ثم، فإن الكائن صاحب اللون البراق والأكثر وضوحا، يكون عادة أكثر سمية.يتعارض التحذير اللوني مع السلوك المفزع، حيث ينطوي الأخير على إفزاع أو إدهاش المفترس بمظهر مهدد لكنه يكون مخادع، وغير مدعوم بأي دفاعات قوية.
الألوان الأكثر شيوعا وفعالية هي الأحمر، الأصفر، الأسود، والأبيض. توفر هذه الألوان تباينا قويا مع أوراق الشجر الخضراء، وتقاوم التغير بفعل الظل والإضاءة، وتكون براقة للغاية، وتوفر تمويها يعتمد على المسافة. توفر بعض أشكال التلوين التحذيرية هذا التمويه المعتمد على المسافة بامتلاك نمط وتركيبة لونية لا تسمح بالكشف السهل بواسطة مفترس يقف على بعد مسافة، لكنها تكون شبه تحذيرية من مسافة قريبة، مما يسمح بوجود توازن مفيد بين التمويه والتحذير اللوني. يتطور التلوين التحذيري استجابة لخلفية المحيط، ظروف الإضاءة، وقدرة المفترس على الرؤية. قد تصاحب الإشارات المرئية روائح، أصوات، أو سلوكيات توفر إشارة متعددة الوسائط ليتم الكشف عنها بشكل أكثر فعالية من قبل المفترسات.
يمكن أن تكون الفريسة غير مستساغة بطرق عديدة. فبعض الحشرات، كالدعسوقة والعثيات النمرية تحتوي على كيمياويات مذاقها مر، بينما يبعث الظربان رائحة بغيضة، وتفرز الغدد السامة السم لدى الضفدع السام، كما أن لدغة النملة المخملية أو السم العصبي لدى عنكبوت الأرملة السوداء يجعلان الهجوم عليهما مؤلما أو خطيرا. تظهر العثيات النمرية أنها غير مستساغة بإنتاج ضوضاء فوق صوتية تحذر الخفافيش لكي تتجنبها، أو بأن تتخذ وقفة تحذيرية تظهر أجزاءً براقة اللون من جسدها، أو بإظهار بقع عينية. يملك النمل المخملي (والدبابير الطفيلية) ألوانا براقة، ويقوم كلاهما بإصدار ضوضاء سمعية لدى الإمساك بهم، وذلك باستخدام الصرير، وهو ما يوفر دعما للتحذير. بين الثدييات، يمكن للمفترسات أن تعدل عن الافتراس عندما تكون الحيوانات الأصغر عدائية وقادرة على الدفاع عن نفسها، كما في حالة غرير العسل.

## السلوك
تعتمد الآلية الدفاعية على ذاكرة المفترس المحتمل، فالطائر الذي قد أكل ذات مرة جرادة لها طعم مقزز سيسعى إلى تجنب تكرار التجربة. ونتيجة لذلك، فالأنواع ذات التحذيرات اللونية تكون في العادة سربية. قبل أن تخفت ذكرى التجربة السيئة، فإنها قد تتعزز لدى المفترس بالتكرار. تتحرك الكائنات الحية ذات التحذيرات اللونية بشكل بطيء، فهي لا تحتاج كثيرا إلى السرعة والخفة. فبدلا من ذلك، يكون جسدها في العادة قاسيا ومضادا للجروح، وبذلك يمكنها من الهرب متى ما جرى تحذير المفترس. لا تحتاج الكائنات ذات التحذيرات اللونية أن تتخفى أو تظل ساكنة كما تفعل الكائنات المموهة، وبذلك تستفيد هذه الكائنات من الحرية في المناطق المفتوحة وتستطيع قضاء مزيد من الوقت في البحث عن الغذاء، وهو ما يمكنها من إيجاد طعام أوفر وأفضل جودة. يمكن لأفراد هذه الكائنات أن تستخدم بتماثل فيما بينها الإشارات الواضحة للتزاوج.